# Oxuderces
Oxuderces is een geslacht van straalvinnige vissen uit de familie van grondels (Gobiidae).

## Soorten
- Oxuderces dentatus Eydoux & Souleyet, 1850
- Oxuderces wirzi (Koumans, 1937)